# Sulamith Israilewna Anbinder
Sulamith Israilewna Anbinder (russisch Суламифь Израилевна Анбиндер; * 8. Oktoberjul. / 21. Oktober 1904greg. in Rybniza, Gouvernement Podolien; † 1977) war eine sowjetische Bildhauerin.

## Leben
Anbinder absolvierte 1923–1925 das Charkower Kunst-Technikum. Anschließend studierte sie in Leningrad am Höheren Künstlerisch-Technischen Institut bei Wsewolod Lischew, Alexander Matwejew und Leonid Sherwood. Das Studium schloss sie 1929 mit der Skulptur Barrikaden als Diplomarbeit ab.

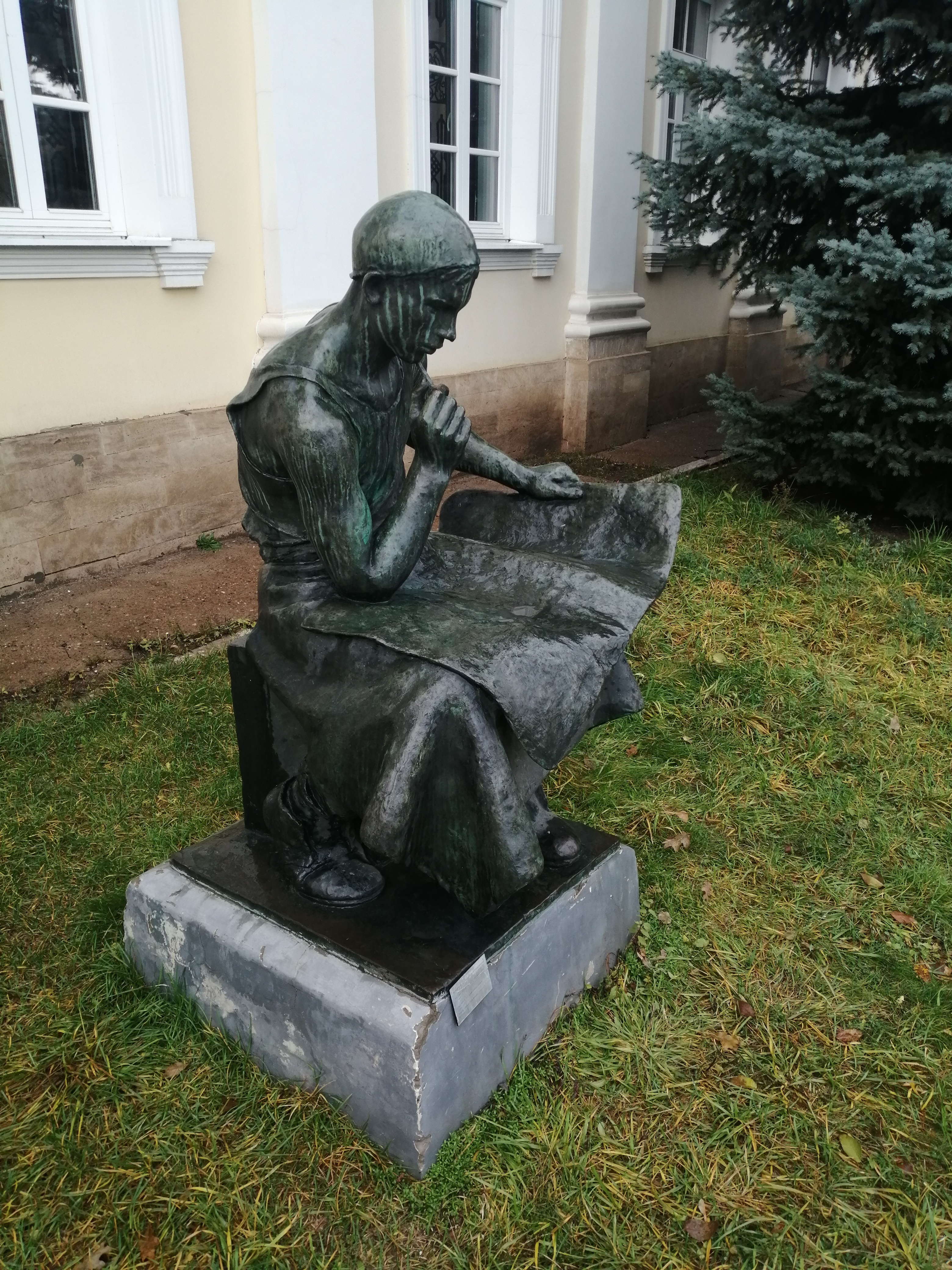
Der junge Arbeiter (In der Pause, 1959/1960) am Eingang des Museums der Bildenden Künste der Oblast Orenburg

Ab 1929 war Anbinder Mitglied der von Sergei Maljutin 1922 gegründeten Assoziation der Künstler des revolutionären Russlands. An Kunstausstellungen nahm sie ab 1932 (in Charkow) teil. In den 1930er Jahren schuf sie die Hautreliefs Gesang und Tragödie für die Fassade des Dnepropetrowsker Theaters.
Anbinder starb 1977. Am Ende der 1980er Jahre übergab ihr Bruder Samuil Israilewitsch Anbinder mehr als 100 Skulpturen seiner Schwester dem Charkower Kunstmuseum.